# 후지모토 나나미
후지모토 나나미(일본어: 藤本 七海 ふじもと ななみ[*], 1995년 2월 27일 ~ )는 일본의 배우이다. 오사카부 출신. 소속사는 스타더스트 프로모션이다.
2005년부터 NHK 교육 텔레비전의 아동대상 방송인 「천재 테레비군MAX」에 출연하고 있다. "아직도 이불에 지도를 그리고 있다" "지금까지 50명정도에게 고백을 받았다"등의 폭탄발언과 일직선의 클레오파트라 헤어스타일과 독특한 오사카 억양의 말투로 시청자에게 강렬한 인상을 남긴 바 있다. 오사카=유머라는 이미지에 맞추어 오사카를 무대로 한 코너에 정규 출연하고 있다.

## TV출연
- NHK 교육 텔레비전「天才테레비군MAX」 (2005년 ~ 2007)
- NHK 종합 텔레비전「재정의 천재 막부말기를 달린다」 (2004년）
- 장난스런 Kiss~Love in TOKYO - 진코 역

## 영화
- 단편《증오하라 할렐루야！》 (2006년)
- 《미즈우미》 - 후지와라 유미역
- 《새끼고양이의 눈물》 - 모리오카 나오코 역
- 《쿵푸군》 레이코 역